# アポロSA-5
アポロSA-5は、アメリカ合衆国のアポロ計画において5回目に行われたサターンI 型ロケットの発射実験である。

## 概要

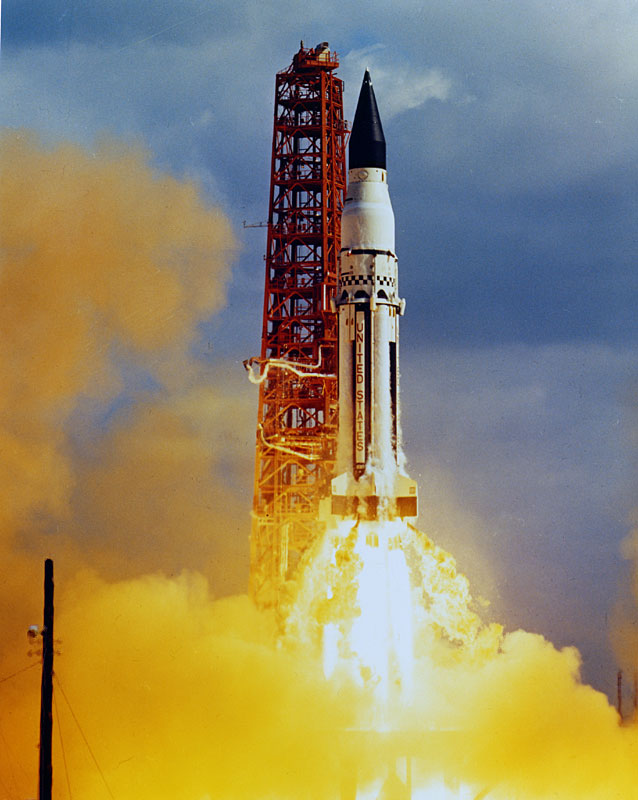
SA-5の発射（NASA）

この実験で、サターンI は初めて二段目のS-IV ロケットが搭載された完全な状態で発射された。S-IV は液体水素を燃料とし、液体酸素を酸化剤に使用するRL10A-3エンジンを6基搭載したもので、セントール・ロケットを使った発射試験が何年も前から計画されていたが、実際に試験が行われたのはSA-5が発射されるわずか数か月前であった。またこの時S-IV をケープ・カナベラルまで輸送したのは、グッピーというあだ名がつけられたボーイング377改造のプレグナントグッピー輸送機であった。
他の主な変更点は、燃料タンクの増量とエンジンの出力増強であった。また飛行中の姿勢を安定させるために、底部に八枚の翼が取り付けられた。さらにS-IV 上部には、ロケットの飛行を自動的に制御するためのコンピュータや、ジャイロスコープ、加速度検出器などが設置された。

## 飛行
発射は当初1964年1月27日に予定されていた。第一段ロケットに液体酸素を93％まで充填した時点で、地上の管制官が続行の指令を出したところ、パイプに詰まりが発生したために酸素の供給が停止してしまった。この故障のために、発射は二日間延期された。
二日後の再試験の際にはこのような問題は発生することはなく、SA-5は1月29日16時25分01秒、曇り空の中を上昇して行った。機体は6台の望遠鏡で追跡され、13台のカメラでヨー、ピッチ、ロールなどのあらゆる運動が撮影された。第一段ロケットと第二段ロケット分離の様子は機体に搭載された8台のカメラで撮影され、フィルムは本体から分離されて発射地点から800km離れた大西洋上で回収された。切り離しは完璧だった。燃えつきた第一段は、減速用小型ロケットに点火して第二段から機体を引き離した。第二段もまた加速用小型ロケットを噴射して、エンジン点火のためにタンク内の燃料を底部に押しつけた。すべての手順は完全に行われた。
およそ8分間の燃焼後、S-IV は近地点262km、遠地点785kmの楕円軌道に投入された。一連のアポロ計画で、搭載物が地球周回軌道に乗ったのはこれが初めてであった。またこのとき軌道上に乗ったものの総重量は16,965kgに達し、その時点で世界最大の人工衛星となった。このことはSA-5の本来の目的ではなかったが、これによって1957年のスプートニク・ショック以来続いてきたアメリカのソ連に対する劣等感は払拭されたと言ってよい。